# Sorelia ferruginea
Sorelia ferruginea là một loài bọ cánh cứng trong họ Cerambycidae.